# هشت نفرت‌انگیز
هشتِ نفرت‌انگیز (به انگلیسی: The Hateful Eight) عنوان فیلمی ضد وسترن و معمایی به نویسندگی و کارگردانی کوئنتین تارانتینو است. در این فیلم بازیگرانی همچون ساموئل ال. جکسون، کرت راسل، جنیفر جیسن لی، والتون گوگینس، دمیان بیچیر، تیم راث و مایکل مدسن ایفای نقش می‌کنند. در این فیلم انیو موریکونه، آهنگساز شهیر ایتالیایی، برای نخستین بار برای فیلمی از تارانتینو موسیقی ساخته‌است.
داستان فیلم در دوران پسا-جنگ داخلی آمریکا می‌گذرد. زمانی که جنگ و جدل‌های نژادی کماکان وجود داشتند و داستان هشت فرد را تعریف می‌کند که در طی اتفاقاتی مجبور می‌شوند برای مدتی در یک مهمانسرا در کنار هم بمانند که این مسئله باعث به وجود آمدن اتفاقات بسیار جالبی بین آن‌ها می‌شود.
فیلمبرداری هشت نفرت‌انگیز از ۸ دسامبر ۲۰۱۴ در تلیوراید، کلرادو آغاز شد. این فیلم در ۲۴ دسامبر ۲۰۱۵ توسط رودشو به صورت فیلم ۷۰ میلی‌متری به نمایش درآمد و سپس توسط واینستین کمپانی در ۲۵ دسامبر ۲۰۱۵ در ایالات متحده اکران شد و مورد اقبال منتقدان و مخاطبان قرار گرفت. فیلم در هشتاد و هشتمین دوره جوایز اسکار در سه رشته نامزد اسکار بود که در نهایت موفق شد جایزه اسکار بهترین موسیقی را برای انیو موریکونه بدست آورد. این فیلم در هفتاد و سومین دوره جوایز گلدن گلوب هم برنده جایزه بهترین موسیقی متن شد.

## داستان
مأمور چوبه‌دار سابق که یک خلافکار زن را برای دار زدن به شهر صخره سرخ می‌برد با یک جایزه بگیر دیگر همسفر می‌شود. در بین راه فردی که ادعا می‌کند کلانتر جدید شهر صخره سرخ است هم با آن‌ها همراه می‌شود. به دلیل کولاک شدید این سه تن به همراه درشکه‌چی مجبور به اقامت در اتراقگاه بین راه می‌شوند. ۳ نفر مسافر و یک نفر مسئول نگهداری از اتراقگاه از قبل رسیده‌اند. مأمور دارزن اعتقاد دارد حداقل یک نفر از این مسافران قبلی اتراقگاه با خلافکار زن همکار است و می‌خواهد در موقعیت مناسب همه آن‌ها را بکشد…

## بازیگران
در نوامبر ۲۰۱۴، فهرستی از بازیگران نقش‌های اصلی هشت نفرت‌انگیز منتشر شد. این فهرست از این قرار است:
- ساموئل ال. جکسون در نقش سرگرد مارکی وارن معروف به «جایزه بگیر»
- کرت راسل در نقش جان روث معروف به «جلاد»
- جنیفر جیسن لی در نقش دِیزی دامرگو با نام مستعار «زندانی»
- والتون گوگینس با نام کریس مَنیکس در نقش «کلانتر»
- دمیان بیچیر در نقش باب (مارکو مکزیکی) معروف به «مکزیکی»
- تیم راث در نقش آزوالدو موبری (پیت هیکاکس انگلیسی) معروف به «مرد کوچک»
- مایکل مدسن در نقش جو گیج (گراچ داگلاس) با نام «گاوچران»
- بروس درن در نقش ژنرال سَنفورد «سندی» اسمیذرز معروف به «کنفدراسیون»
- جیمز پارکس در نقش «او.بی. جکسون»
- چنینگ تیتوم «جودی دامرگو»
- دانا گورییر در نقش «مینی مینک»
- زویی بل در نقش «جودی شش اسب»
- لی هورسلی در نقش «اِد»
- جین جونز در نقش «سوئیت دِیو»
- کیث جفرسون در نقش «چارلی»
- کِرِگ استارک در نقش «چستر چارلز اسمیذرز»
- بلیندا آوینو در نقش «جما»
- کوئنتین تارانتینو «راوی» (در عنوان‌بندی نیامده)

## جوایز اسکار
این فیلم در سه رشته نامزد دریافت جایزه اسکار شده‌است:
- بهترین بازیگر نقش مکمل زن
- بهترین موسیقی فیلم
- بهترین تصویربرداری

از میان شاخه‌های فوق، «انیو موریکونه» توانست جایزه اسکار بهترین موسیقی فیلم را از آنِ خود کند.